# 吉川泰次郎
- 吉川泰次郎
- 吉川泰二郎

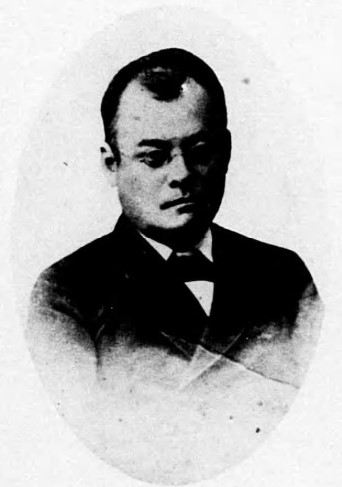
吉川泰次郎

吉川 泰次郎（よしかわ たいじろう、1852年1月20日（嘉永4年12月29日） - 1895年（明治28年）11月12日）は、明治期の実業家、官僚、教育者。日本郵船二代目社長。従五位勲三等。

## 経歴
紀伊国（現・和歌山県）に奈良の神官の子として生まれる。江戸に出て軍艦奉行木下利義の門に学び、明治維新が起こると官軍の追跡を受けたが脱走し、大阪の知り合いの紹介で慶應義塾に学ぶ。松山棟庵に付き添って和歌山に移り、1870年（明治3年）慶應義塾から弘前英学校（東奥義塾）に招かれる。1873年（明治6年）文部省八等出仕となり宮城師範学校（現・宮城教育大学）校長に就任。1878年（明治11年）郵便汽船三菱会社に入り、神戸支配人・東京支配人を歴任し、1894年（明治27年）に2代目の社長となった。1891年には佐久間貞一と日本吉佐移民会社設立（民間初の移民会社で、主に南洋への鉱山・砂糖労働者の契約移民送出を業務とした)。日清戦争中の激務もあり、肺結核で死去した。墓所は染井霊園。

## 栄典
- 1895年（明治28年）11月12日 - 勲三等旭日中綬章[2]